# Ricardo Erico Fiegelist Schmidt
Ricardo Fiegelist Schmidt fue un diplomático chileno.
Ricardo Fiegelist Schmidt fue empleado en los Consulados en Bonn, Ushuaia.
Tenía Execuátur como Cónsul General en Miami, Río Gallego, San Juan (Puerto Rico) Shanghái y Lima. Fue empleado en las Embajadas en Costa Rica y Haití.
De 05 de febrero de 2005 a 2010 fue embajador en Damasco.